# Partido Democrático Serbio
El Partido Democrático Serbio (SDS) (en serbio: Srpska Demokratska Stranka, cirílico: Српска демократска Странка), es un partido político de la República Srpska, en Bosnia y Herzegovina.
Fue fundado en 1992 para defender los intereses de los serbobosnios cuando se producía la desintegración de la antigua Yugoslavia.
Desde la guerra de Bosnia, el SDS ha perdido el estatus de partido líder de la República Srpska y principal partido de los serbios en Bosnia y Herezovina en beneficio de la Alianza de Socialdemócratas Independientes (SNSD), encabezada por el primer ministro de la República Srpska, Milorad Dodik, en las elecciones parlamentarias de octubre de 2006 . 
El Partido Democrático Serbio se encuentra bajo sanciones de los Estados Unidos, que prohíben la transferencia de fondos y material de los EE. UU. al SDS y viceversa.

## Miembros destacados
Algunos de los más altos dirigentes del partido han sido: 
- Radovan Karadžić (activo de 1989 a 1996): acusado de crímenes de guerra por el Tribunal Penal Internacional para la ex Yugoslavia (TPIY), además de crímenes de lesa humanidad, crímenes contra la vida y la salud, genocidio, violaciones graves de los Convenios de Ginebra de 1949, asesinato, saqueo y violaciones de las leyes o usos de la guerra (véanse los Convenios de Ginebra).

- Biljana Plavšić (activa de 1989 a 1997): se declaró culpable de un cargo de crímenes contra la humanidad ante el TPIY por su participación en la persecución de musulmanes bosnios y croatas durante la guerra de Bosnia.

- Momcilo Krajisnik: acusado también de genocidio, crímenes de lesa humanidad, violaciones de las leyes de la guerra y violaciones graves de los Convenios de Ginebra.

- Nikola Koljević: escritor y político, vicepresidente de la República Srpska durante la guerra de Bosnia, que se suicidó en Belgrado en junio de 1997.